# Comisario del Santo Oficio
El comisario del Santo Oficio era el ministro o delegado eclesiástico, que el tribunal de la Inquisición tenía en los arciprestazgos y pueblos para desempeñar algunos encargos, de los que incumbían al mismo y, principalmente, para formar la sumaria en los delitos de que dicho tribunal conocía.
Al plantearse aquella institución en España por bula del Papa Sixto IV, expedida en el año de 1479, a súplica de los Reyes Católicos, solo se nombraron dos inquisidores en los reinos de Castilla y León. Después se fueron aquellos aumentando y como ensanchaban cada vez más el círculo de sus facultades, tuvieron que nombrar delegados que les ayudasen en el desempeño de sus funciones. A estas causas se debe la creación de los comisarios del Santo Oficio, que, si en un principio no ejercieron atribuciones de gran importancia, al poco tiempo la tuvieron y no escasa.
Así es que, aun cuando, según las constituciones de Torquemada, de 25 de mayo de 1498, los notarios no debían recibir declaraciones de testigos, sin estar presente el inquisidor; como esta prescripción no podía cumplirse más que con los que declarasen en el pueblo de la residencia de aquel y aun así, no podía observarse en las grandes poblaciones por los muchos asuntos que absorbían la atención del mismo, la práctica era dar encargo al comisario del Santo Oficio para examinar los testigos.
De manera que desde entonces la parte más interesante del juicio, la que casi siempre decide de la suerte de los reos, se hallaba confiada a los comisarios. Y como estos cargos no tenían sueldo sino tan solo derechos en algunos asuntos determinados, resultaba que la mayor parte de las veces se hallaban desempeñados por clérigos, que no tenían conocimiento del derecho.
La intervención de los comisarios en el juicio empezaba desde el momento en que el tribunal declaraba en vista de la delación o denuncia, que había méritos para proceder. Entonces, examinaban a los testigos e instruían el sumario y terminado, cesaban sus funciones pasando el proceso a los consultores siguiendo los demás trámites prevenidos. No era ciertamente uno de los menores defectos que se han imputado al sistema especial y secreto que seguía aquel tribunal el que se formasen las diligencias más delicadas, las que exigen mayores conocimientos, por personas ajenas al derecho.
Se confundían a veces los comisarios con los familiares del Santo Oficio pero todas las dependencias cesaron con la institución.